# 金州市
金州市（羅馬化：Czin-cžou），是中国大連歷史上的一个行政区，由俄罗斯帝国主导建立，其名称来源于清朝设立的金州廳。1899年，俄罗斯帝国在俄占关东州设立金州市，为关东州下辖的三个市之一。

## 历史沿革

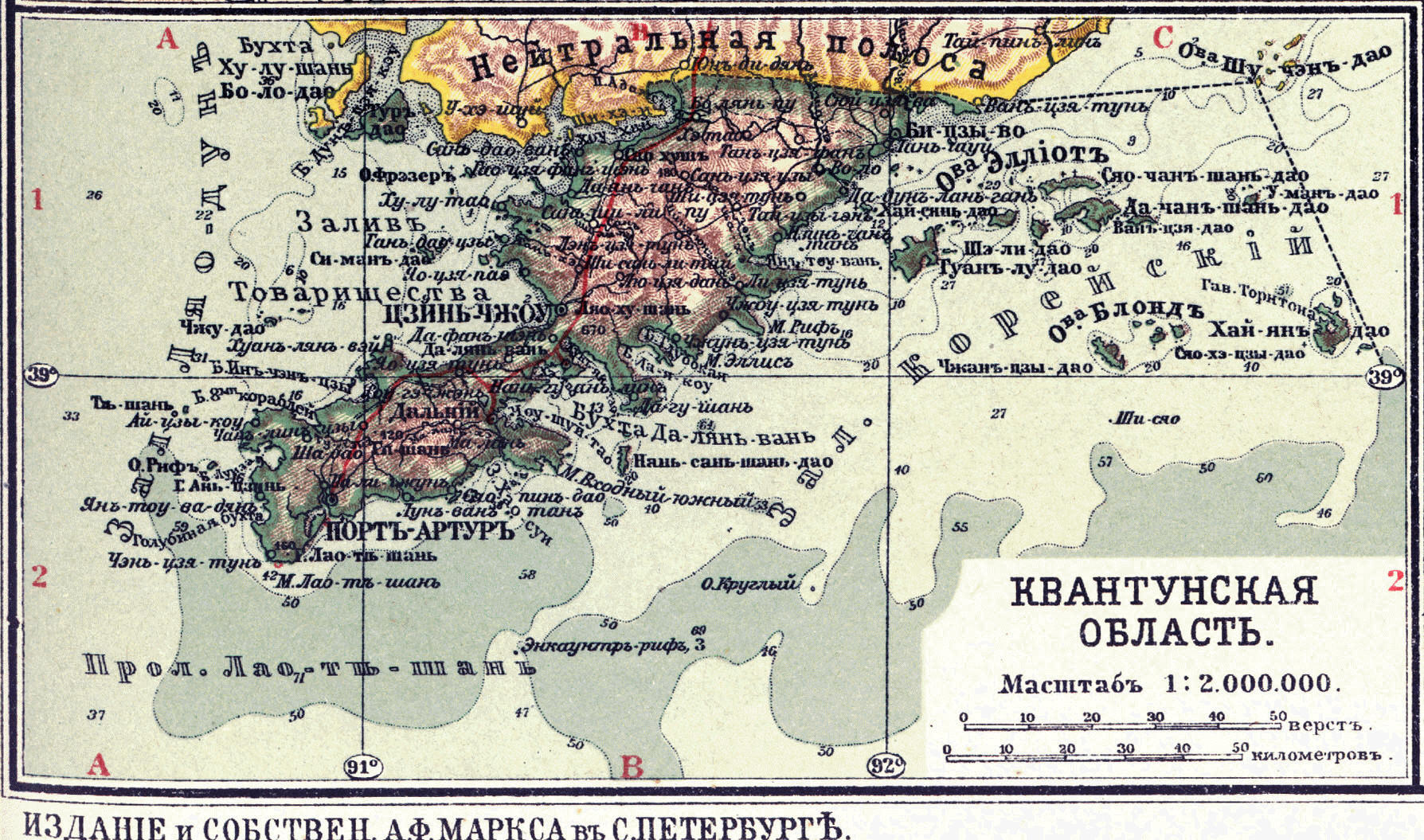
1903年的关东州行政区划，其中金州市被标注为“Цзинь-чжоу”。

在俄罗斯占领前，该地为清朝奉天省奉天府管辖下的金州厅。1897年，沙俄舰队占领旅顺口，又在翌年强迫清政府与之签订旅大租地条约，租借旅顺港、大连湾及其周边地区99年，但依照条约，金州城由清政府自治，即清政府管辖的飞地；同时俄罗斯又单方面设立金州市和金州行政区，隶属于关东州，分别管辖金州地区的城区和郊区。1900年7月27日，俄国借口剿灭义和团，出兵攻占金州城并流放当地官员，彻底接管了金州市行政事务。
1905年，日本攻占此地，随后在日俄战争中获胜，接管俄罗斯在旅大租借地的全部权利。日本接手关东州行政事务后，在原金州市和金州行政区的基础上设立关东州民政署金州民政支署，后改设金州民政署，隶属于关东州厅。1945年8月22日，苏联红军进驻金州，12月16日，中国共产党在此地成立金县政府，1955年苏联自旅顺口撤军，自此，金州地区主权完全回归中华人民共和国。